# Victor Garber
Victor Joseph Garber (London, 16 marzo 1949) è un attore canadese.

## Carriera
Attivo nel cinema, in televisione e in teatro, così come apprezzato interprete di svariati ruoli nei teatri di Broadway, è noto al pubblico italiano per il ruolo di Jack Bristow nella serie televisiva Alias ma, soprattutto, per il ruolo di Thomas Andrews nel film Titanic.

## Biografia
Victor si fece notare in Canada, interpretando Gesù in Godspell nel 1972. L'anno seguente riprese il ruolo nella versione cinematografica dello spettacolo. In seguito è apparso in numerosi spettacoli a New York, sia come interprete di musical (Sweeney Todd, Little Me, Assassins) che come attore di prosa (Noises Off, You Never Can Tell), ottenendo quattro candidature ai Tony Awards e due ai Drama Desk Awards (vincendo nel 1984).
Contemporaneamente ha intrapreso una carriera come caratterista al cinema ed in televisione, interpretando in genere ruoli secondari o di supporto. Nel 1993 ha lavorato al fianco di Michael J. Fox e Nathan Lane nel film Cercasi superstar, e assieme a Tom Hanks in Insonnia d'amore, mentre, nel 1996, è ex marito di Goldie Hawn in Il club delle prime mogli. La sua fama presso il grande pubblico si consolida grazie alla partecipazione a Titanic di James Cameron nel 1997, nel ruolo dell'ingegnere navale Thomas Andrews.
Nel 2001 (oltre a partecipare alla miniserie Judy Garland) acquista celebrità internazionale grazie al ruolo dell'agente della CIA Jack Bristow, uno dei protagonisti della serie televisiva Alias, al fianco di Jennifer Garner e Ron Rifkin. Per questa sua interpretazione ha ricevuto il Golden Satellite Award ed il Saturn Award. Inoltre, dal 2001 al 2005 ha ricevuto sei nomination consecutive agli Emmy Award (incluse due nello stesso anno).
Nel gennaio 2013 ha fatto coming out, dichiarando di essere gay e di avere un compagno, Rainer Andreesen, con il quale convive dal 2000 a New York, constatando comunque che il suo orientamento sessuale, sebbene non ne avesse mai parlato, fosse risaputo. I due convolano a nozze in Canada l'11 ottobre 2015. È padrino di Violet, figlia degli attori Ben Affleck e Jennifer Garner.

## Filmografia

### Cinema
- Godspell (Godspell: A Musical Based on the Gospel According to St. Matthew), regia di David Greene (1973)
- Monkeys in the Attic, regia di Morley Markson (1974)
- Lo spacciatore (Light Sleeper), regia di Paul Schrader (1992)
- Singles - L'amore è un gioco (Singles), regia di Cameron Crowe (1992)
- I'll Never Get to Heaven, regia di Stefan Scaini (1992)
- Cercasi superstar (Life with Mikey), regia di James Lapine (1993)
- Insonnia d'amore (Sleepless in Seattle), regia di Nora Ephron (1993)
- Exotica, regia di Atom Egoyan (1994)
- Cleptomania (Kleptomania) (1995)
- Jeffrey, regia di Christopher Ashley (1995)
- Il club delle prime mogli (The First Wives Club), regia di Hugh Wilson (1996)
- La stanza di Marvin (Marvin's Room), regia di Jerry Zaks (1996)
- Titanic, regia di James Cameron (1997)
- Benvenuta in paradiso (How Stella Got Her Groove Back) (How Stella Got Her Groove Back) (1998)
- External Affairs, regia di Peter Moss (1999)
- La rivincita delle bionde (Legally Blonde), regia di Robert Luketic (2001)
- Home Room, regia di Paul F. Ryan (2002)
- Tuck Everlasting - Vivere per sempre (Tuck Everlasting), regia di Jay Russell (2002)
- Milk, regia di Gus Van Sant (2008)
- The Town, regia di Ben Affleck (2010)
- Ancora tu! (You Again), regia di Andy Fickman (2010)
- Take Me Home, regia di Sam Jaeger (2011)
- The Entitled, regia di Aaron Woodley (2011)
- Moving Day, regia di Mike Clattenburg (2012)
- Argo, regia di Ben Affleck (2012)
- I'll Follow You Down, regia di Richie Mehta (2013)
- Big Game - Caccia al Presidente (Big Game), regia di Jalmari Helander (2014)
- Self/less, regia di Tarsem Singh (2015)
- Sicario, regia di Denis Villeneuve (2015)
- Rebel in the Rye, regia di Danny Strong (2017)
- Cattive acque (Dark Waters), regia di Todd Haynes (2019)
- Non ti presento i miei (Happiest Season), regia di Clea DuVall (2020)

### Televisione
- Jack: A Flash Fantasy, regia di Robert Iscove - film TV (1974)
- Valley Forge, regia di Fielder Cook - film TV (1975)
- Great Performances - serie TV, 1 episodio (1976)
- The Best of Families, regia di Jack Hofsiss - miniserie TV (1977)
- Tartuffe, regia di Kirk Browning - film TV (1978)
- Un salto nel buio (Tales from the Darkside) – serie TV, episodio 1x17 (1985)
- Private Sessions, regia di Michael Pressman - film TV (1985)
- I Had Three Wives - serie TV, 5 episodi (1985)
- Ai confini della realtà (The Twilight Zone) – serie TV, episodio 1x58 (1986)
- Sentieri (The Guiding Light) - serie TV (1986)
- American Playhouse - serie TV, 2 episodi (1986-1987)
- The Days and Nights of Molly Dodd - serie TV, 10 episodi (1987-1991)
- Liberace: Behind the Music, regia di David Greene - film TV (1988)
- La vita leggendaria di Ernest Hemingway, regia di José María Sánchez - miniserie TV (1989)
- Grand Larceny, regia di Stephen Surjik - film TV (1991)
- E.N.G. - Presa diretta (E.N.G.) - serie TV, 10 episodi (1991-1993)
- The First Circle, regia di Sheldon Larry - film TV (1992)
- Io volerò via (I'll Fly Away) - serie TV, 1 episodio (1992)
- The Powers That Be - serie TV, 1 episodio (1992)
- Queen, regia di John Erman - miniserie TV (1993)
- Woman on the Run: The Lawrencia Bembenek Story, regia di Sandor Stern - film TV (1993)
- Dieppe, regia di John N. Smith - film TV (1993)
- Kung Fu: la leggenda continua (Kung Fu: The Legend Continues) - serie TV, 1 episodio (1994)
- Law & Order - I due volti della giustizia (Law & Order) - serie TV, 1 episodio (1995)
- Almost Perfect - serie TV, 1 episodio (1995)
- Le ragioni di una donna (Hostile Advances: The Kerry Ellison Story), regia di Allan Kroeker - film TV (1996)
- F/X (F/X: The Series) - serie TV, 1 episodio (1996)
- Oltre i limiti (The Outer Limits) - serie TV, 2 episodi (1996-2000)
- Unico indizio: rose rosse (Let Me Call You Sweetheart), regia di Bill Corcoran - film TV (1997)
- Cenerentola, regia di Robert Iscove - film TV (1997)
- Liberty! The American Revolution, regia di Ellen Hovde e Muffie Meyer - miniserie TV (1997)
- Un amore invisibile (Invisible Child), regia di Joan Micklin Silver - film TV (1999)
- Annie - Cercasi genitori (Annie), regia di Rob Marshall - film TV (1999)
- Istinto criminale (Love and Murder), regia di George Bloomfield - film TV (2000)
- Istinto criminale 2 (Deadly Appearances), regia di George Bloomfield - film TV (2000)
- Frasier - serie TV, 1 episodio (2000)
- The Wandering Soul Murders, regia di Brad Turner - film TV (2001)
- Criminal Instinct - I segreti dell'assassino (A Colder Kind of Death), regia di Brad Turner - film TV (2001)
- Laughter on the 23rd Floor, regia di Richard Benjamin - film TV (2001)
- Judy Garland (Life with Judy Garland: Me and My Shadows), regia di Robert Allan Ackerman - miniserie TV (2001)
- Alias, serie TV, 105 episodi (2001-2006)
- Chiamatemi Babbo Natale (Call Me Claus), regia di Peter Werner - film TV (2001)
- Torso: The Evelyn Dick Story, regia di Alex Chapple - film TV (2002)
- The Music Man, regia di Jeff Bleckner - film TV (2003)
- It's All Relative - serie TV, 1 episodio (2003)
- Will & Grace - serie TV, episodio 7X09 (2004)
- Justice - Nel nome della legge (Justice) - serie TV, 13 episodi (2006-2007)
- American Masters - serie TV, 1 episodio (2007)
- Ugly Betty - serie TV, 1 episodio (2007)
- ReGenesis - serie TV, 5 episodi (2007-2008)
- Eli Stone - serie TV, 26 episodi (2008-2009)
- La missione dei quattro cavalieri (The Last Templar), regia di Paolo Barzman - miniserie TV (2009)
- Rex, regia di Guy Shalem - film TV (2009)
- Nurse Jackie - Terapia d'urto (Nurse Jackie) - serie TV, 2 episodi (2009)
- Glee - serie TV, 1 episodio (2009)
- Everything She Ever Wanted, regia di Peter Svatek - miniserie TV (2009)
- Web Therapy - serie TV, 6 episodi (2009-2013)
- Un Natale di ghiaccio (Ice Quake), regia di Paul Ziller - film TV (2010)
- Republic of Doyle - serie TV, 4 episodi (2010-2013)
- I misteri di Murdoch (Murdoch Mysteries) - serie TV, episodio 4x01 (2011)
- SGU Stargate Universe - serie TV, 1 episodio (2011)
- 30 Rock - serie TV, 1 episodio (2011)
- Law & Order: Los Angeles - serie TV, 1 episodio (2011)
- William & Kate - Un amore da favola (William & Catherine - A Royal Romance), regia di Linda Yellen - film TV (2011)
- Flashpoint - serie TV, 3 episodi (2010-2011)
- Web Therapy - serie TV, 12 episodi (2011-2012)
- Il socio (The Firm) - serie TV, 1 episodio (2012)
- The Big C - serie TV, 1 episodio (2012)
- Damages - serie TV, 3 episodi (2012)
- Deception – serie TV, 8 episodi (2013)
- The Hunters - Cacciatori di leggende, regia di Nisha Ganatra - film TV (2013)
- Sleepy Hollow - serie TV, 1 episodio (1x13) (2014)
- Power - serie TV, 7 episodi (2014-2015)
- The Flash - serie TV, 12 episodi (2015-2017)
- Motive - serie TV, 4 episodi (2015)
- Legends of Tomorrow - serie TV, 41 episodi (2016-2017)
- Supergirl - serie TV, 1 episodio (2017)
- Arrow - serie TV, 1 episodio (2017)
- The Orville - serie TV, 3 episodi (2017)
- Tales of the City – miniserie TV (2019)
- Avvocati di famiglia (Family Law) – serie TV (2021-in corso)
- And Just Like That... – serie TV, 5 episodi (2023-2025)
- L'ultima cosa che mi ha detto (The Last Thing He Told Me) – serie TV, episodio 1x04 (2023)
- American Horror Stories – serie TV, episodio 3x06 (2024)

### Doppiatore
- ABC Afterschool Specials - serie TV, 1 episodio (1974)
- Agenzia salvagente (Mixed Nuts), regia di Nora Ephron (1994)
- Summer's End, regia di Helen Shaver - film TV (1999)
- Kung Fu Panda 2 (Kung Fu Panda 2 - The Kaboom of Doom), regia di Jennifer Yuh (2011)
- Charlie's Angels - serie TV, 8 episodi (2011)
- I Simpson (The Simpsons) - serie TV, 1 episodio (2021)

## Teatro

### Broadway
- Prima dell'ombra - 1977
- Il Tartuffo - 1977
- Trappola mortale - 1978
- They're Playing Our Song - 1979
- Sweeney Todd - 1979
- Little Me - 1982
- Rumori fuori scena - 1983
- You Never Can Tell - 1986
- The Devil's Disciple - 1988
- Lend Me a Tenor - 1989
- Two Shakespearean Actors - 1992
- Damn Yankees - 1994
- Arcadia - 1995
- Art - 1998
- Hello Dolly - 2018

### Off-Broadway
- Spettri - 1973
- Joe's Opera -1975
- Cracks - 1976
- Wenceslas Square - 1988
- Lettere d'amore - 1989
- Assassins - 1990

## Doppiatori italiani
Nelle versioni in italiano delle opere in cui ha recitato, Victor Garber è stato doppiato da:
- Ambrogio Colombo in Alias, Tuck Everlasting - Vivere per sempre, Justice - Nel nome della legge, 30 Rock, Eli Stone, Flashpoint, Glee, Modern Family, La missione dei quattro cavalieri, Ancora tu!, Un Natale di ghiaccio, The Big C, Louie, Web Therapy, Argo, Arrow, The Flash, Supergirl, Legends of Tomorrow, Rebel in The Rye, The Orville
- Luca Biagini in Annie - Cercasi genitori, Big Game - Caccia al presidente, Sicario, Cattive acque, Non ti presento i miei
- Stefano De Sando in Law & Order - I due volti della giustizia, Titanic, William & Kate - Un amore da favola, Motive
- Gino La Monica in Unico indizio: rose rosse, Blue Bloods, Will & Grace
- Gianni Giuliano in La rivincita delle bionde, Damages, And Just Like That...
- Pino Locchi in La vita leggendaria di Ernest Hemingway
- Carlo Valli in Lo spacciatore
- Enrico Di Troia in Cercasi superstar
- Roberto Certomà in Insonnia d'amore
- Massimo Wertmüller in Il club delle prime mogli
- Lucio Saccone in Cenerentola
- Danilo Bruni in Criminal Instinct - I segreti dell'assassino
- Enrico Maggi in Judy Garland
- Vittorio De Angelis in Chiamatemi Babbo Natale
- Franco Zucca in Ugly Betty
- Sergio Di Stefano in Milk
- Antonio Sanna in The Good Wife
- Giorgio Locuratolo in Law & Order: LA
- Giovanni Petrucci in Suits
- Teo Bellia in Sleepy Hollow
- Paolo Buglioni in Power
- Angelo Maggi in Self/less
- Dario Penne in Tales of the City
- Fabrizio Pucci in Avvocati di famiglia
- Gerolamo Alchieri in Schitt's Creek

Come doppiatore è sostituito da:
- Ambrogio Colombo ne I Simpson
- Roberto Draghetti in Kung Fu Panda 2
- Luciano De Ambrosis in Charlie's Angels
- Carlo Valli in Wish (dialoghi)
- Vittorio Matteucci in Wish (canto)